# Rhaphipodus gahani
Rhaphipodus gahani là một loài bọ cánh cứng trong họ Cerambycidae.